# Lorena Velasco
Lady Lorena Velasco Hurtado (Popayán) es una fotógrafa colombiana ganadora del Poy Latam 2019. Es directora y docente del Fotoclub de Popayán, cofundadora de la Fundación Fotógrafas Latinoamericanas. Su trabajo es reconocido por su perspectiva frente a la reflexión, la memoria e identidad.

## Trayectoria
Velasco nació en la ciudad de Popayán, ciudad del departamento de Cauca. A los diez años tuvo su primer acercamiento con la fotografía analógica como pasatiempo. Mientras cursaba sus estudios en Administración de empresas en la Universidad del Cauca, ingresó también al Fotoclub universitario de Popayán donde se involucró de lleno en la fotografía. 
"Lo primero que aprendí fue la fotografía nocturna, luego los viajes. Luego, documental: trabajé mucho la fotografía social. Y después decidí cuál era mi camino: me interesaba decantar ciertas situaciones personales a través de la imagen".
En 2018, junto a Fernanda Patiño vieron la necesidad de crear un espacio para fotógrafas emergentes y crearon la Fundación Fotógrafas Latinoamericanas. La iniciativa ha tenido una gran acogida entre las mujeres de diferentes ciudades de la región y para 2019, lograron organizar el primer Congreso Fotógrafas Latinoamericanas de Popayán con más de 400 participantes.
Velasco ha participado en diferentes exhibiciones nacionales e internacionales como La mujer latinoamericana en el comercio internacional, World Trade Organisation en Ginebra, Oda a la papa, Artshapers en 2018, en la exposición Pandemia: Miradas de una Tragedia, Universidad de Valencia, Biblioteca d ́Humanitats Joan Reglá, Valencia, en 2021.
Al mismo tiempo ha publicado sus proyectos y cobertura de las protestas de Colombia en VICE. Diario La Vanguardia, El Nuevo Liberal, entre otros. Ha dictado conferencias sobre fotografía documental y proyectos colaborativos.

## Publicaciones
- 2016 Diario del Cauca. Encontró en la fotografía la forma de plasmar emociones. Popayán Colombia.
- 2017 Revista Papalote. Decimocuarta Edición, Cauca Ecoturística, Volcán Puracé, Colombia
- 2017 Revista Papalote. Decimocuarta Edición, Cauca Ecoturística, Volcán Puracé, Colombia
- 2018 Revista Enfoque Visual, ganadores 15 proyectos fotográficos del 2019, Proyecto, “Los Niños del Agua”, Colombia.
- 2018 Revista Emprende. Novena Edición, Articulo, Cauca Diversa y Mágica, Colombia.
- 2019 Revista Enfoque Visual, ganadores 15 proyectos fotográficos del 2019 Proyecto, “Memorias del Silencio”, Colombia.
- 2019 Revista Emprende. Duodécima Edición. Artículo, La Red de Fotógrafas de Latinoamérica, Colombia
- 2019 Espacio GAF. Mujeres haciendo Fotografía. México
- 2019 Revista, Periódico El Nuevo Liberal, edición 2019 Semana Santa Popayán, Popayán, Colombia.
- 2019 Revista Emprende. Decimoquinta Edición. Vietnam un Descubrir Fascinante, entrevista y reseña fotografía de viaje, Colombia.
- 2019 Foto Femme United Francia, Proyecto Memorias del Silencio, París, Francia.
- 2020 Naahboox magazine – Fotografía Contemporánea Lorena Velasco.
- 2020 Diari de Barcelona, Com recordarem el coronavirus? Les imatges de la pandémia en forma de llibre. Barcelona, España.
- 2020 Pacifista, 10 Fotógrafos Colombianos, miradas desde la cuarentena,  Colombia
- 2020 Diario La Vanguardia, Veinticuatro fotógrafos retratan la pandemia con dureza, respeto y humanidad. España
- 2021 Vice, El 8M Retratado por Fotógrafas Colombianas.
- 2021 AJP PLUS ESPANOL, 10 fotógrafas Colombianas, Cubrimiento Jornadas de Movilización en Colombia.

## Premios y Reconocimientos
- 2022 Jurado en el premio Istock Inclusion Grant de Getty Images
- 2021 India Catalina 2021, Participación en Foto Fija, en la serie documental “Gente de Montaña”, Productora Corporación Viento en Popa.
- 2021 Festival FFALA, Revisora de Portafolios Fotográficos, Brasil
- 2021 Jurado en el concurso fotográfico. PHoto FUNIBER, España.
- 2019 POYLatam, Ganadora Segundo Lugar en la categoría RETRATO -Individual, Quito, Ecuador
- 2019 Ganadora 15 proyectos fotográficos del año 2019 en Colombia. Memorias del Silencio. Revista Enfoque Visual. Colombia.
- 2018 Festival Internacional de Fotografía Periodística y Documental Mirar Distinto, Conferencista de Fotógrafas Latam, Xalapa Mexico.
- 2018 Ganadora 15 proyectos fotográficos del año 2018 en Colombia. Los niños de Agua. Revista Enfoque Visual. Colombia.
- 2018 WPC - World Photographic Cup. Representación de Colombia en la copa mundial de fotografía.
- 2018 Festival Internacional de Fotografía Periodística y Documental Mirar Distinto, Revisora de portafolios fotográficos, Xalapa México.
- 2018 Encontraste Retratos de la Ciudad Blanca, Concurso de fotografía. Jurado, Popayán Colombia.